# مانع محمد
مانع محمد (انگلیسی: Manea Mohammed؛ زادهٔ ۱۹ ژوئن ۱۹۸۹) ورزشکار فوتبال اهل امارات متحده عربی است.